# 中邑知村
中邑知村（なかおおちむら）は、石川県羽咋郡にあった村。現在の羽咋市中心部の東方、邑知潟の南方にあたる。

## 地理
- 湖沼 : 邑知潟
- 河川 : 子浦川

## 歴史
- 1889年（明治22年）4月1日 - 町村制の施行により、羽咋郡中川村、垣内田村、上江村、千田村、円井村、四町村及び千代町村を廃し、その区域をもって羽咋郡中邑知村を設置する。
- 1933年（昭和8年）5月15日 - 羽咋郡北邑知村、中邑知村及び若部村を廃し、その区域をもって羽咋郡邑知村を設置する。